# Kerava
Kerava est une ville du sud de la Finlande dans la région d'Uusimaa et la province de Finlande méridionale. Elle fait partie de la banlieue nord de la capitale Helsinki, étant souvent rattachée au Grand Helsinki.

## Histoire
La région de Kerava est habitée vers 7000 avant notre ère.
Elle est alors située sur les rivages du Lac Ancylus.
Les traces les plus significatives de l'âge de pierre trouvée dans la région  Uusimaa sont treize empennages de flèche datant de 6300–5500 av.JC.
Jusqu'au Moyen Âge Kerava est inhabité, puis deux villages Ylikerava ja Alikerava se forment sur les rives de la rivière Keravanjoki.
Un petit village est mentionné dès 1440. Il aurait compté 160 habitants vers l'an 1500. Cependant, la commune n'acquiert son autonomie qu'en 1924 lorsqu'elle est séparée de Tuusula.

## Économie
La ville est largement industrielle et densément peuplée. La tradition industrielle date de l'ouverture de la voie ferrée d'Hämeenlinna, la première de Finlande, inaugurée en 1862.
Elle a tout d'abord abrité des usines de matériaux de construction, brique, ciment, bois…
À l'heure actuelle, le principal employeur privé de la ville est la brasserie Sinebrychoff (marque Koff notamment), la plus grande de Finlande, filiale du groupe Carlsberg.
Après les services municipaux, les principaux employeurs de Kerava sont Sinebrychoff, Tuko Logistics, Metos, la laverie des hôpitaux d'Uusimaa, Kokkikartano, Ifolor et la prison de Kerava la plus grande prison du pays fondée en 1927.
Malgré les nombreux emplois offerts, la majorité des habitants travaille ailleurs dans l'agglomération, notamment à Vantaa et à Helsinki, et réside à Kerava pour bénéficier de prix plus bas notamment pour le logement.
Elle connaît de ce fait une croissance de la population de 1 % par an, supérieure à la capitale, mais restant néanmoins inférieure aux communes plus étendues comme Nurmijärvi.

## Géographie

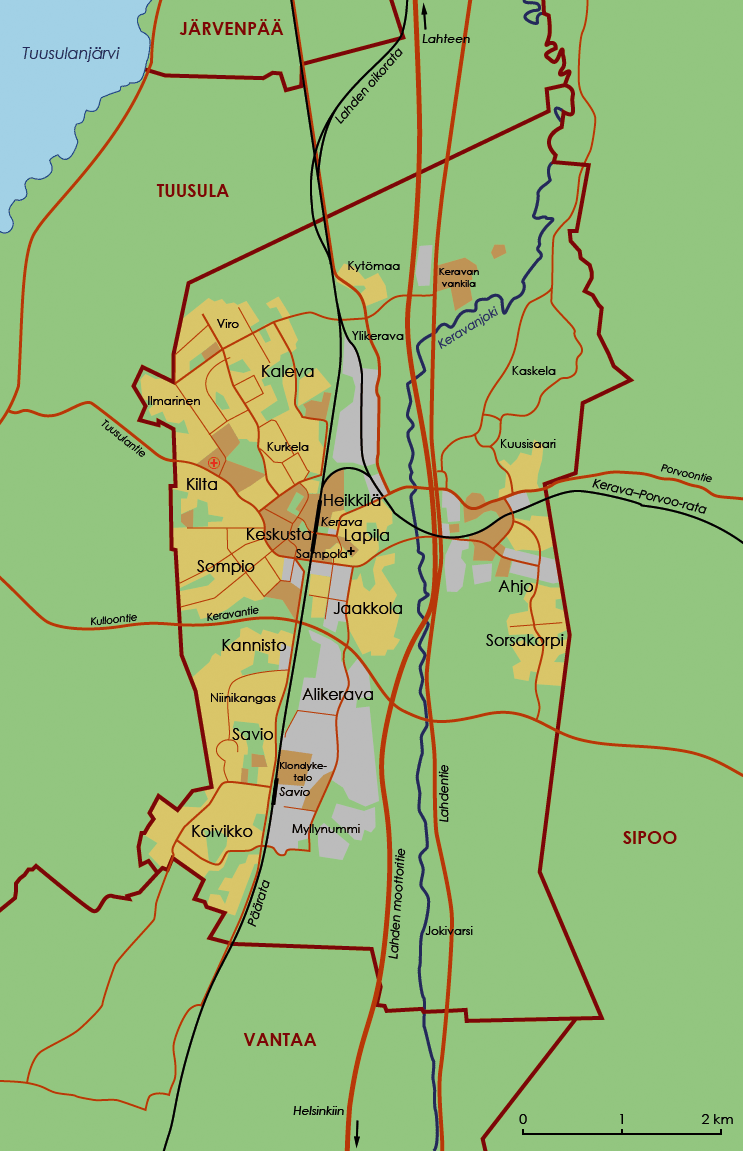
Quartiers de de Kerava

La ville se présente comme une zone urbaine assez compacte, coincée entre la nationale 4  et le lac Tuusulanjärvi (distant de 3 km environ).
Elle est traversée par la rivière Keravanjoki.
On y trouve la plus longue rue piétonne de Finlande (850 m).
Ville de taille moyenne, Kerava est la 30e du pays par la population.
Kerava est bordée par les villes et municipalités suivantes :
Vantaa au sud, Tuusula à l'ouest et au nord, et Sipoo à l'est.

## Politique et administration

### Conseil municipal
Les 51 conseillers municipaux de Kerava se répartissent comme suit:
| Parti                            | Parti                           | Sièges 2021-2025 |
| -------------------------------- | ------------------------------- | ---------------- |
|                                  | SDP                             | 12               |
|                                  | Parti de la Coalition nationale | 13               |
|                                  | Parti du centre                 | 3                |
|                                  | Chrétiens-démocrates            | 1                |
|                                  | Alliance de gauche              | 5                |
|                                  | Ligue verte                     | 7                |
|                                  | Vrais Finlandais                | 9                |
|                                  | Parti populaire suédois         | 1                |
| Sources : tulospalvelu.vaalit.fi |                                 |                  |

## Transports

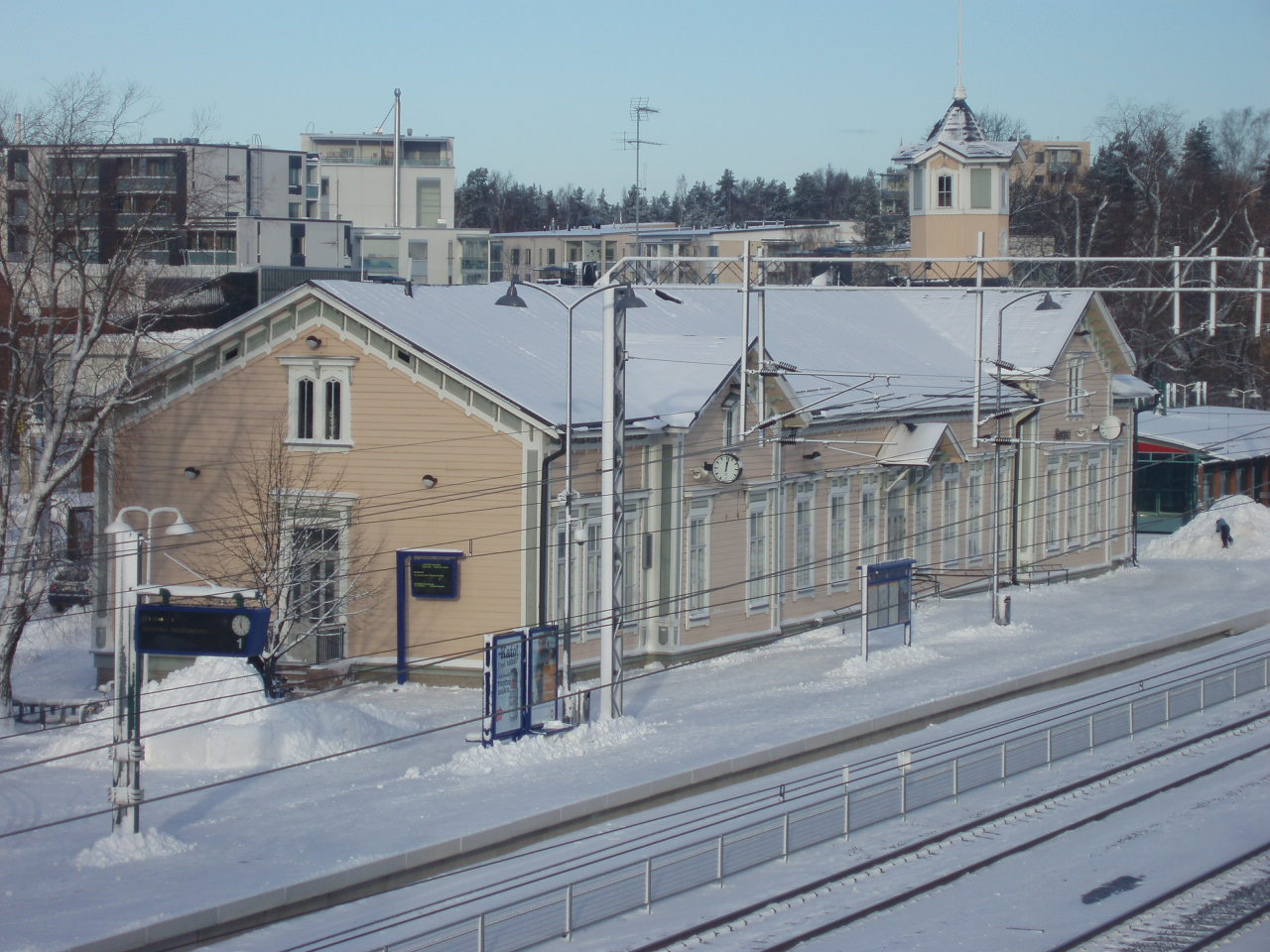
La gare de Kerava.

Kerava est traversée par la nationale 4 (E75) et est également reliée au centre d'Helsinki (27 km) par train de banlieue.
La gare de Kerava est à l'intersection des voies ferrées Helsinki-Riihimäki, Kerava–Lahti, Sköldvik (fi), de Porvoo (fi) et du port de Vuosaari.

## Démographie
Depuis 1980, l'évolution démographique de Kerava est la suivante, :
| Année      | 1980   | 1985   | 1990   | 1995   | 2000   | 2005   |
| ---------- | ------ | ------ | ------ | ------ | ------ | ------ |
| population | 23 851 | 26 207 | 27 597 | 29 385 | 30 270 | 31 544 |

| Année      | 2010   | 2015   | 2020   |
| ---------- | ------ | ------ | ------ |
| population | 34 282 | 35 376 | 36 789 |

## Jumelages
| Ville | Ville              | Pays | Pays      | Période                     |
| ----- | ------------------ | ---- | --------- | --------------------------- |
|       | Aschersleben       |      | Allemagne | depuis le 18 septembre 2010 |
|       | District d'Arumeru |      | Tanzanie  |                             |
|       | Hjørring           |      | Danemark  |                             |
|       | Keila              |      | Estonie   | depuis le 26 mai 2012       |
|       | Kristiansand       |      | Norvège   |                             |
|       | Ogre               |      | Lettonie  |                             |
|       | Reykjanesbær       |      | Islande   |                             |
|       | Solt               |      | Hongrie   | depuis 2003                 |
|       | Trollhättan        |      | Suède     |                             |
|       | Vladimir,          |      | Russie    | depuis 1995                 |

## Galerie

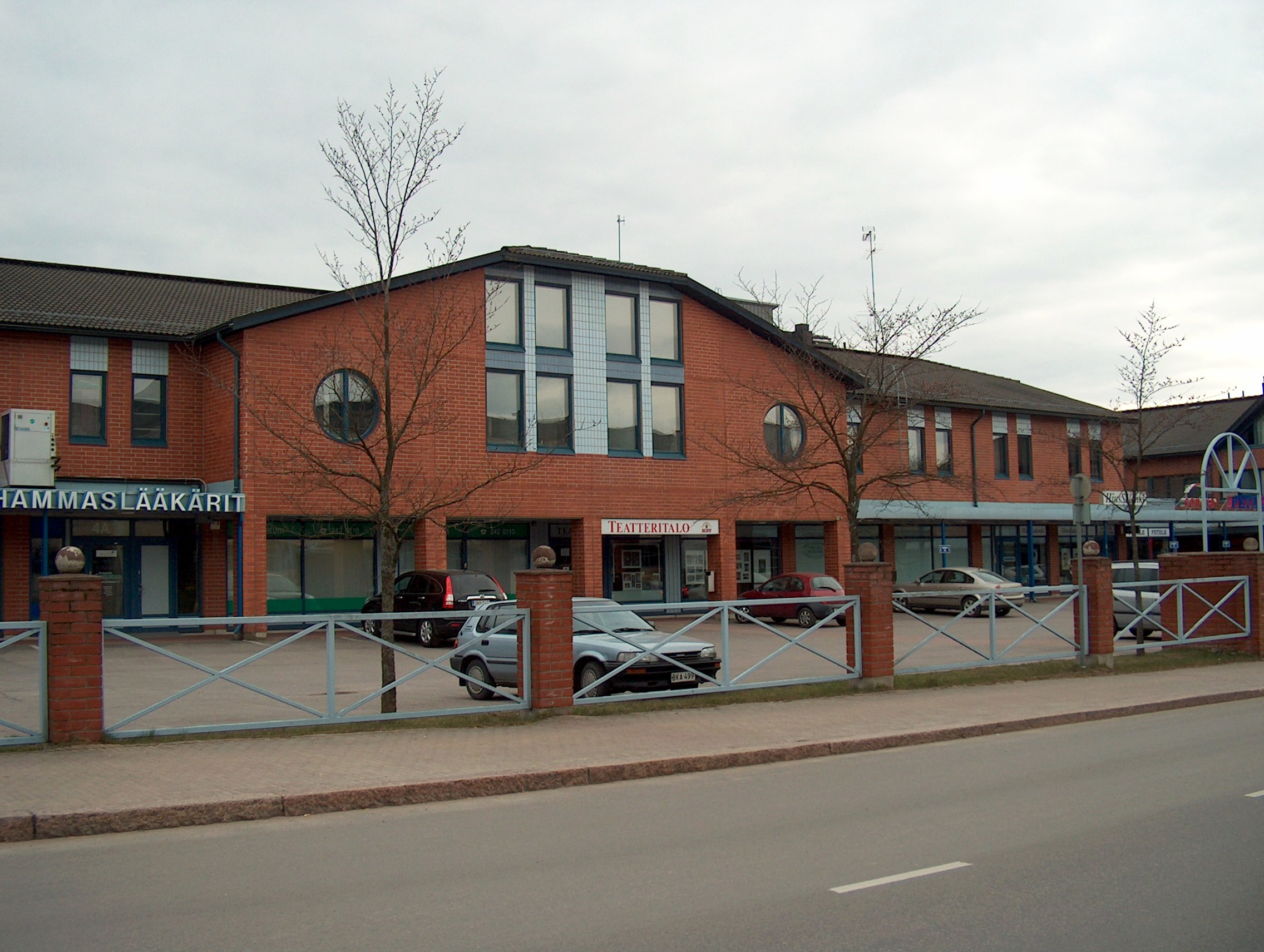
Le théâtre de Kerava.
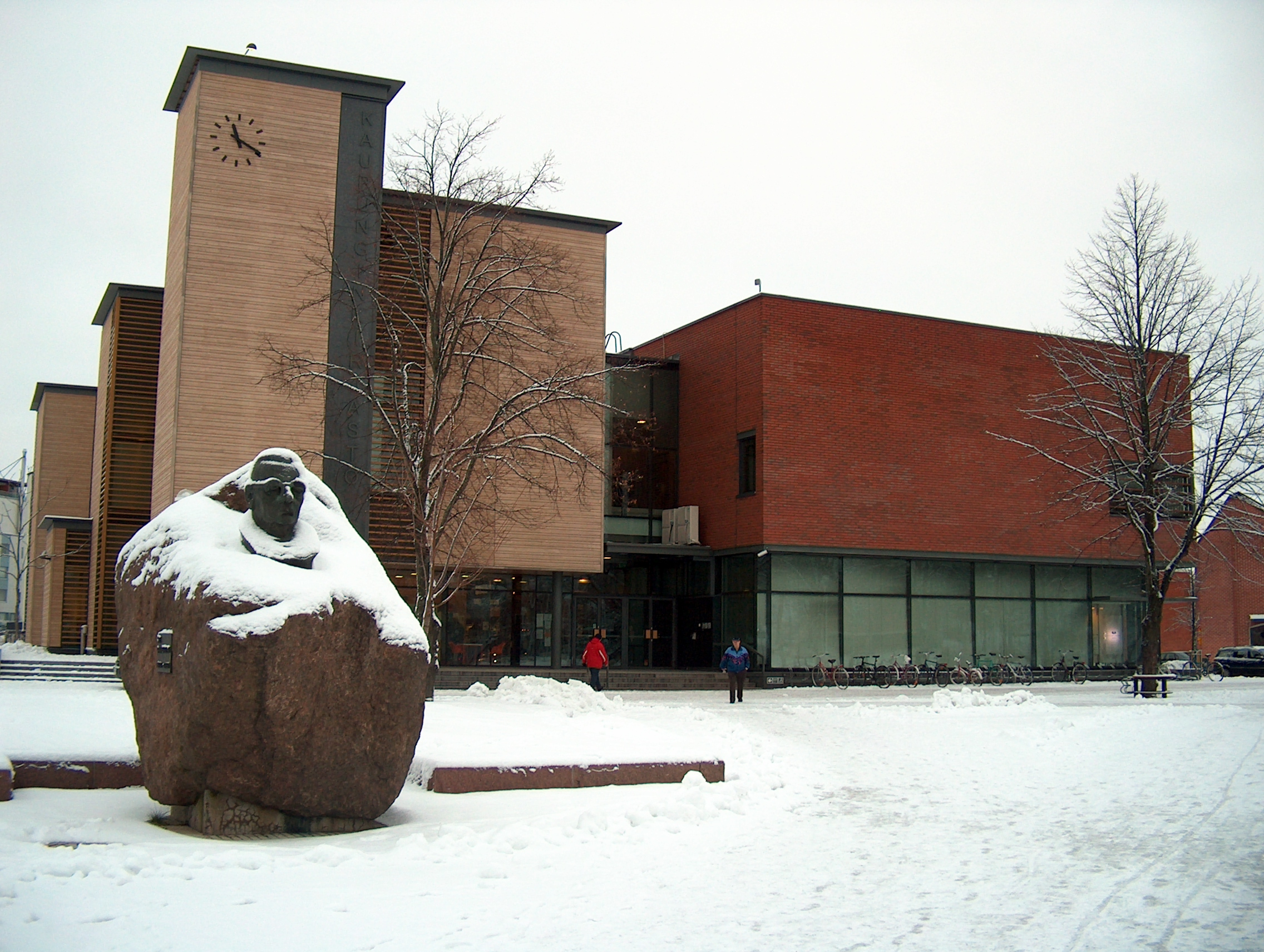
La Bibliothèque.
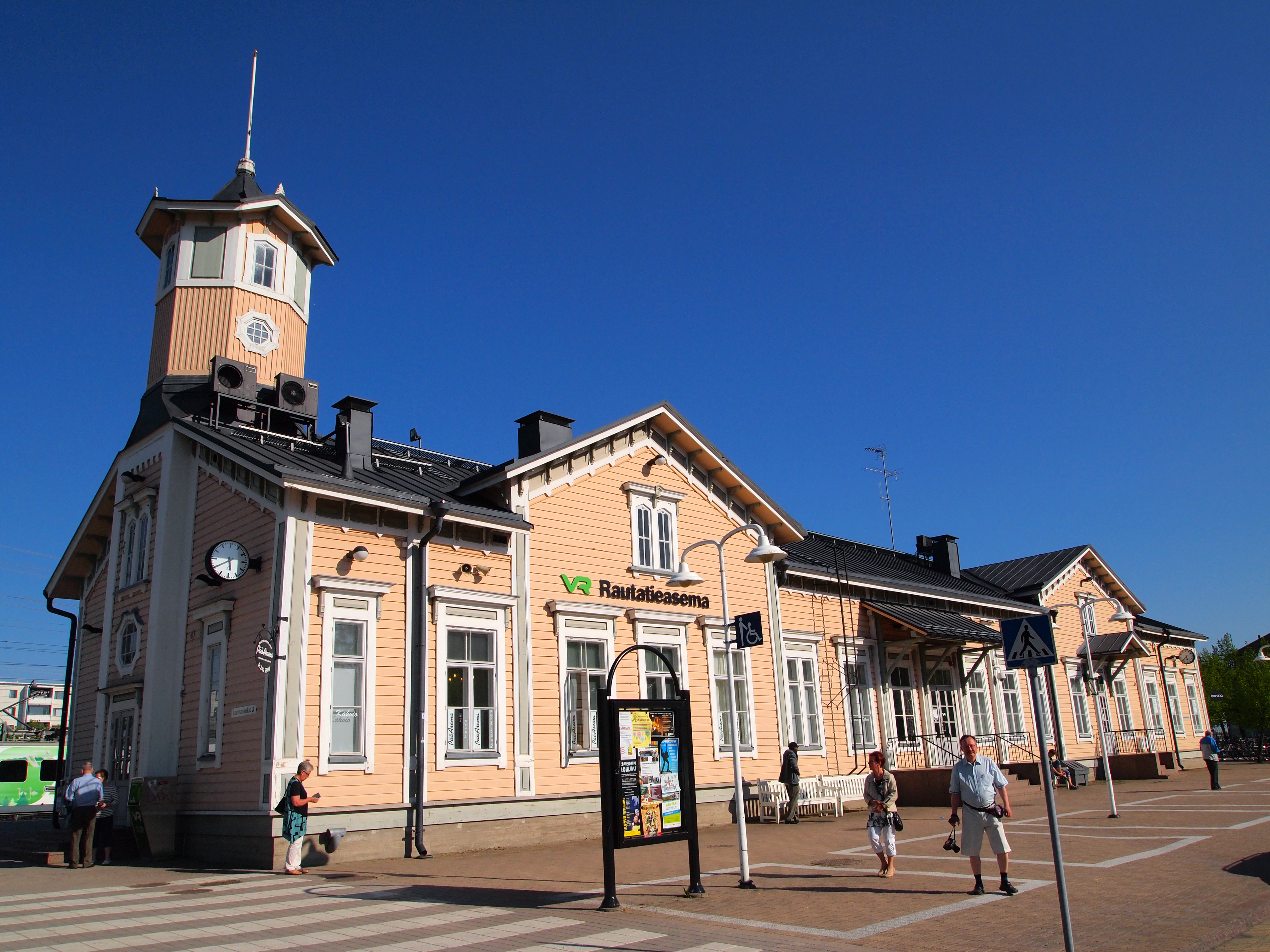
La gare de Kerava.
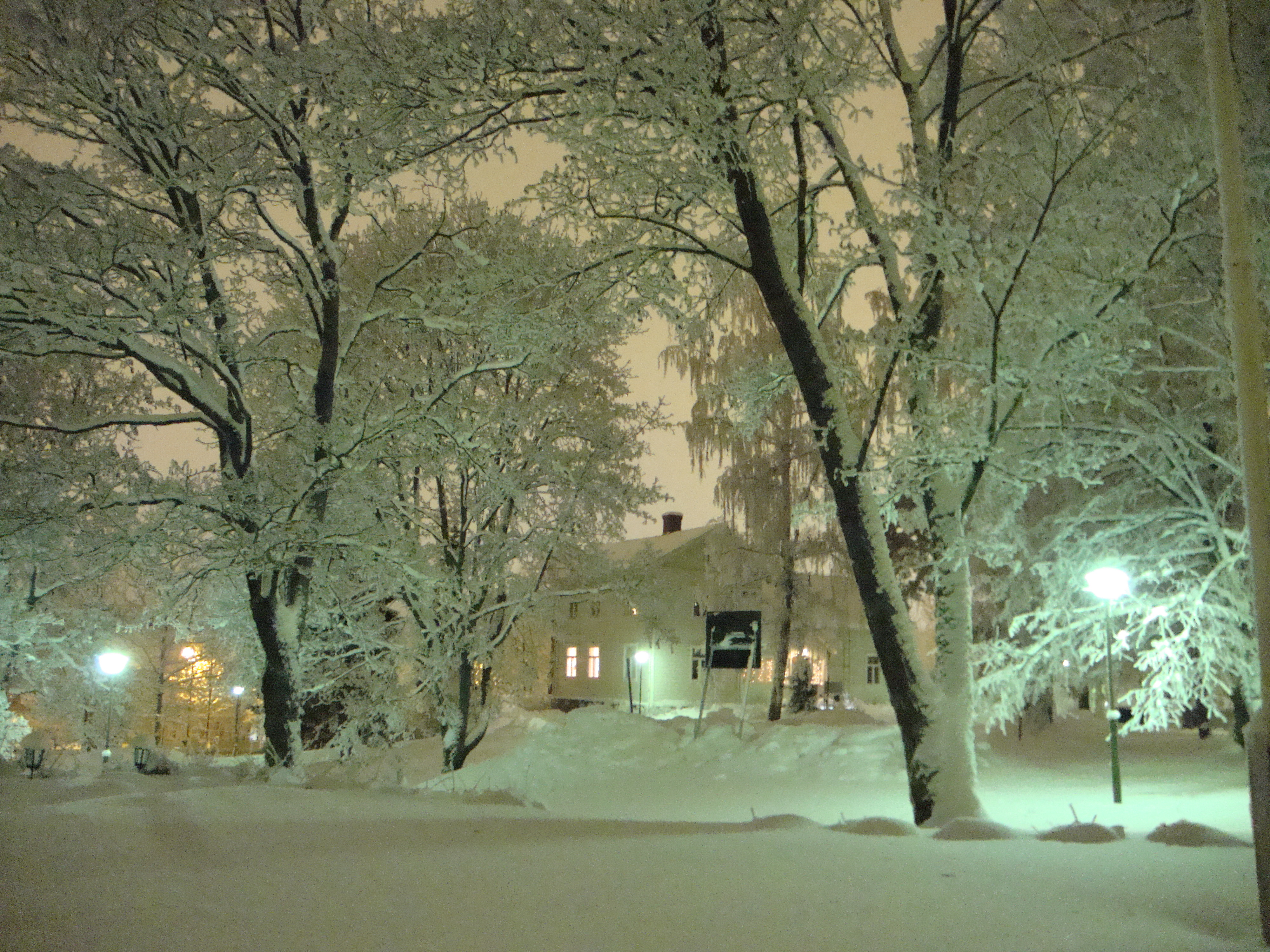
L'ancien presbytère.
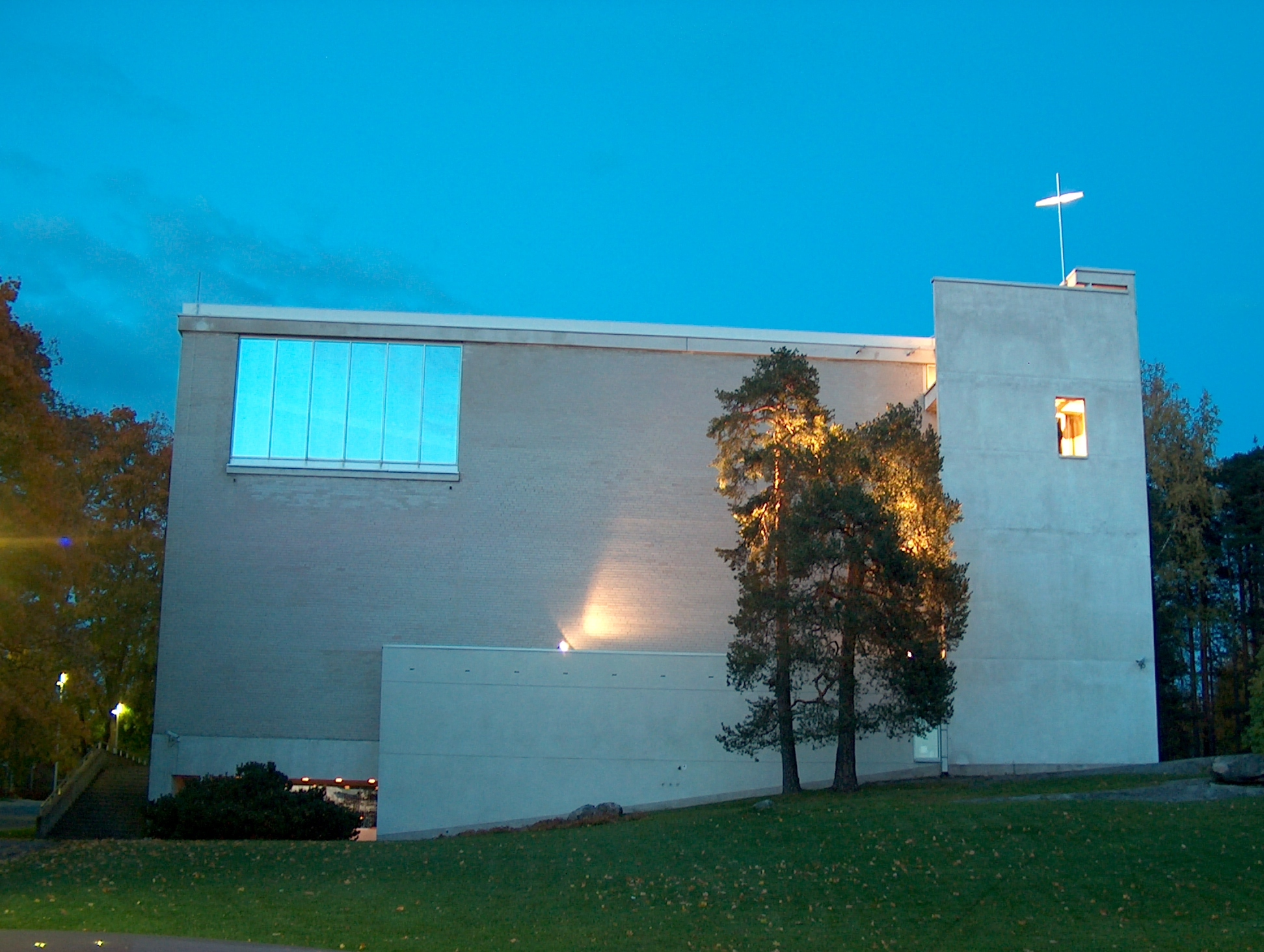
L'église de Kerava.
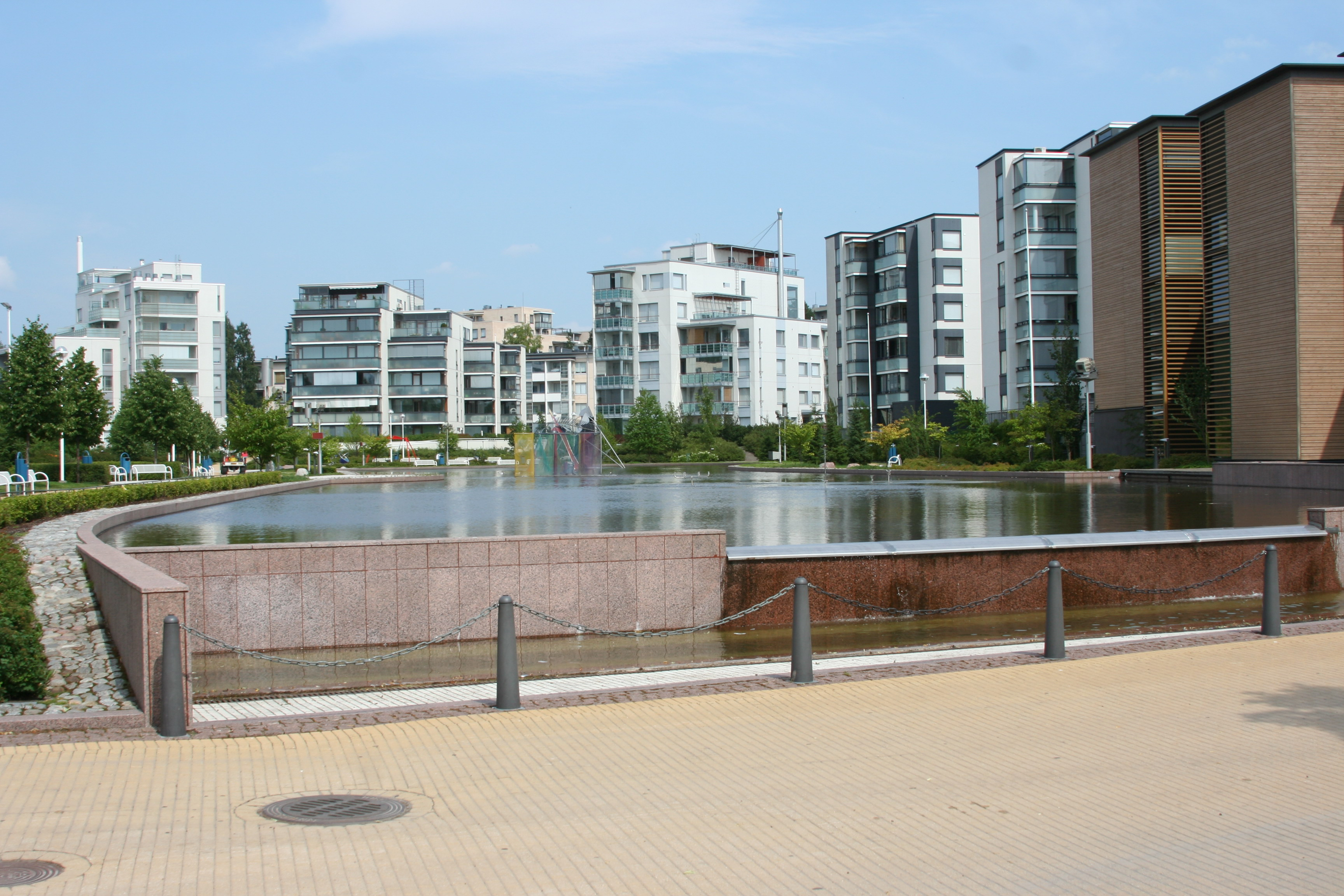
Le parc central de Kerava.